# Karmsundsbron
Karmsundsbron (norska: Karmsund bru) är en bågbro i Rogaland fylke i sydvästra Norge, där Europaväg 134 korsar Karmsundet mellan Norheim och Salhus i Karmøy kommun, söder om staden Haugesund. Bron förbinder ön Karmøy  med fastlandet. Den är 691 meter lång och öppnades för trafik 1955.